# 크산토스
크산토스(그리스어: Ξάνθος)는 아르나라고 하며 고대 리키아(Lycia)의 도시이름이다. 현재의 튀르키예의 키닉이다. 또 그 도시를 지나 흐르는 강이다. 리키아 전체를 이르는 말이기도 하다. 이 곳은 1988년부터 유네스코에 의해 세계문화유산으로 지정되었다.

## 크산토스 강
스트라보는 강의 원래 이름을 시브로스 또는 시르비스로 보고한다. 페르시아 시대에는 강이 시르베라 불렸는데 그리스어 크산토스와 같이 황토의 강이라는 뜻이다. 강은 보통 계곡의 토양 때문에 황색이다. 오늘날 크산토스의 위치는 현대 튀르키예의 키닉 마을이 내려다 보인다.
그리스 전설에 따르면 강은 레토의 탄생의 고통으로 창조되었다. 그의 사원은 크산토스의 남쪽으로 수 킬로미터 하류의 서쪽 제방에 있다. 레툰 사원은 20세기에 발굴되었으며 수많은 리키아와 그리이스 그리고 아람 교재를 주었다. 특기할 만한 3개국 교재도 발견되었다.

## 같이 보기
- 터키의 세계유산
- 레툰
- 히타이트 제국